# Chilicola mailen
Chilicola mailen är en biart som beskrevs av Toro och Harold Norman Moldenke 1979. Chilicola mailen ingår i släktet Chilicola och familjen korttungebin. Inga underarter finns listade i Catalogue of Life.